# Merom de Galilea
Merom de Galilea (en hebreu, מרום הגליל) és un consell regional del districte del Nord d'Israel.
El municipi agrupa els nuclis de població següents:
- Kibbutz: Parod.
- Moshav: Alma, Amirim, Avivim, Dalton, Dovev, Hazon, Kefar Hoshen, Kefar Shammay, Kerem, Ben Zimra, Merom, Shefer, Shezor, Tefahot.
- Poblat adigué: Reihaniyye.
- Poblat drus: Ein Al-Asad.
- Altres assentaments: Amuqqa, Bar Yohay, Biriyya, Kadita, Kallanit, Kefar Hananya, Livnim, Or Haganuz.